# Подгорички маратон
Подгорички маратон је годишња трка у Црној Гори, која се састоји од маратона, полумаратона, као и трчања на стази од 5 км.

## Историја
Група ентузијаста осмислила је план да организује маратон у Подгорици, а прво издање одржано је 8. октобра 1994. године.
Године 2011. учествовало је више од 3000 тркача из 33 земље. Слађана Перуновић је на такмичењу поставила женски рекорд Црне Горе у маратону, заузевши друго место у времену од 2:41:02 сата.
Године 2020, због пандемије ковида 19, организатори су померили заказани термин са 8. новембра на 1. новембар, ограничили број учесника на 100, а трку померили на кружну стазу дужине 1 км.

## Стаза
Стаза маратона у пуној дужини 2014. водила је од центра Подгорице до јужног предграђа Голубовци, затим на исток кроз Зетску равницу, до места Тузи, пре повратка у центар града.
Полумаратонска стаза почела је у Даниловграду, а завршила се у центру Подгорице. Стаза за трчање од 5 км кружи урбаним центром Подгорице.
Све стазе завршавају на истом месту, Тргу независности.